# Croc (dent)
Pour les articles homonymes, voir croc.

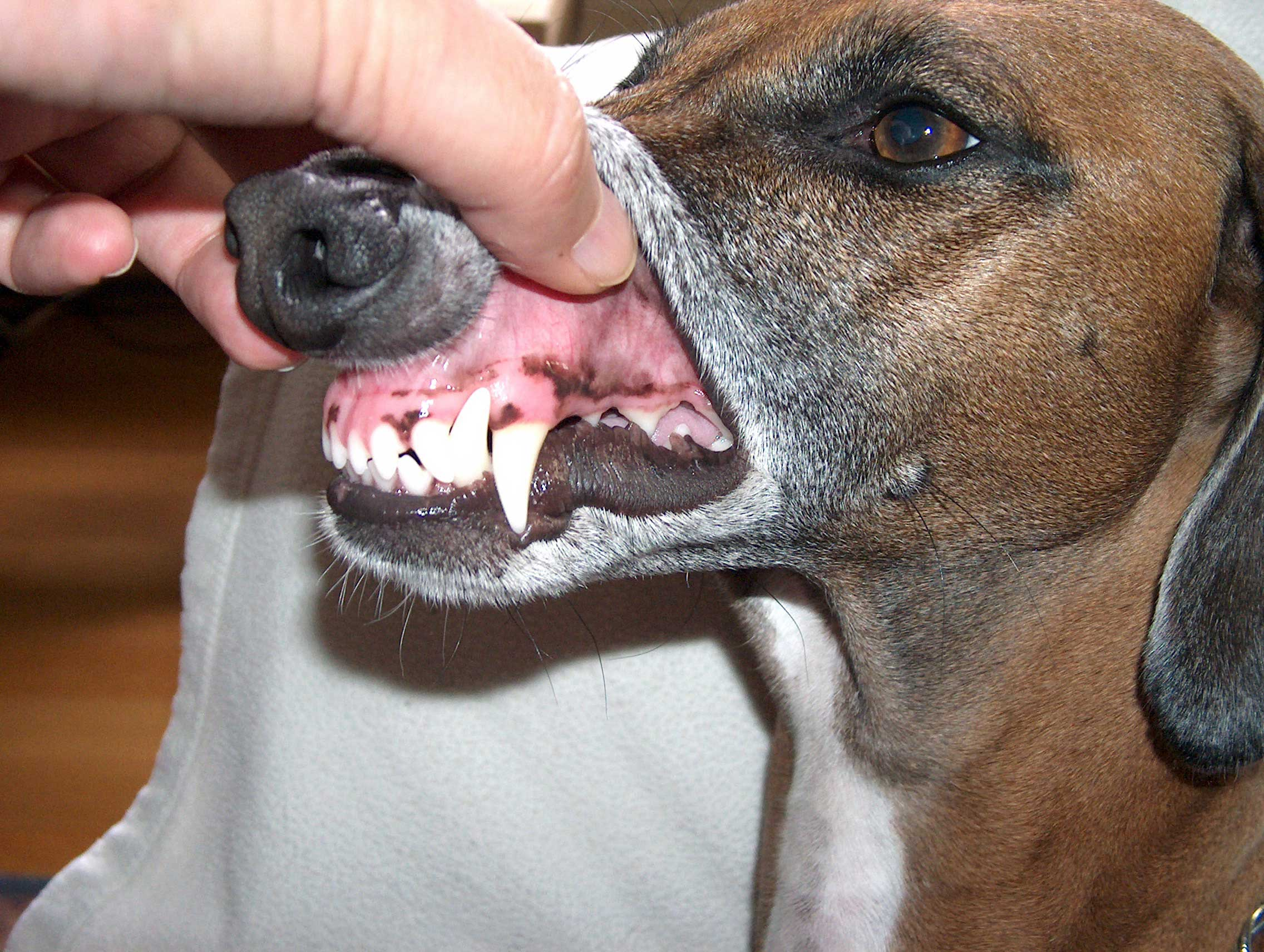
crocs d'un chien

Les crocs sont les canines des animaux carnivores. Ce sont des dents en forme de crochets destinées à se planter dans la chair de leur proie.

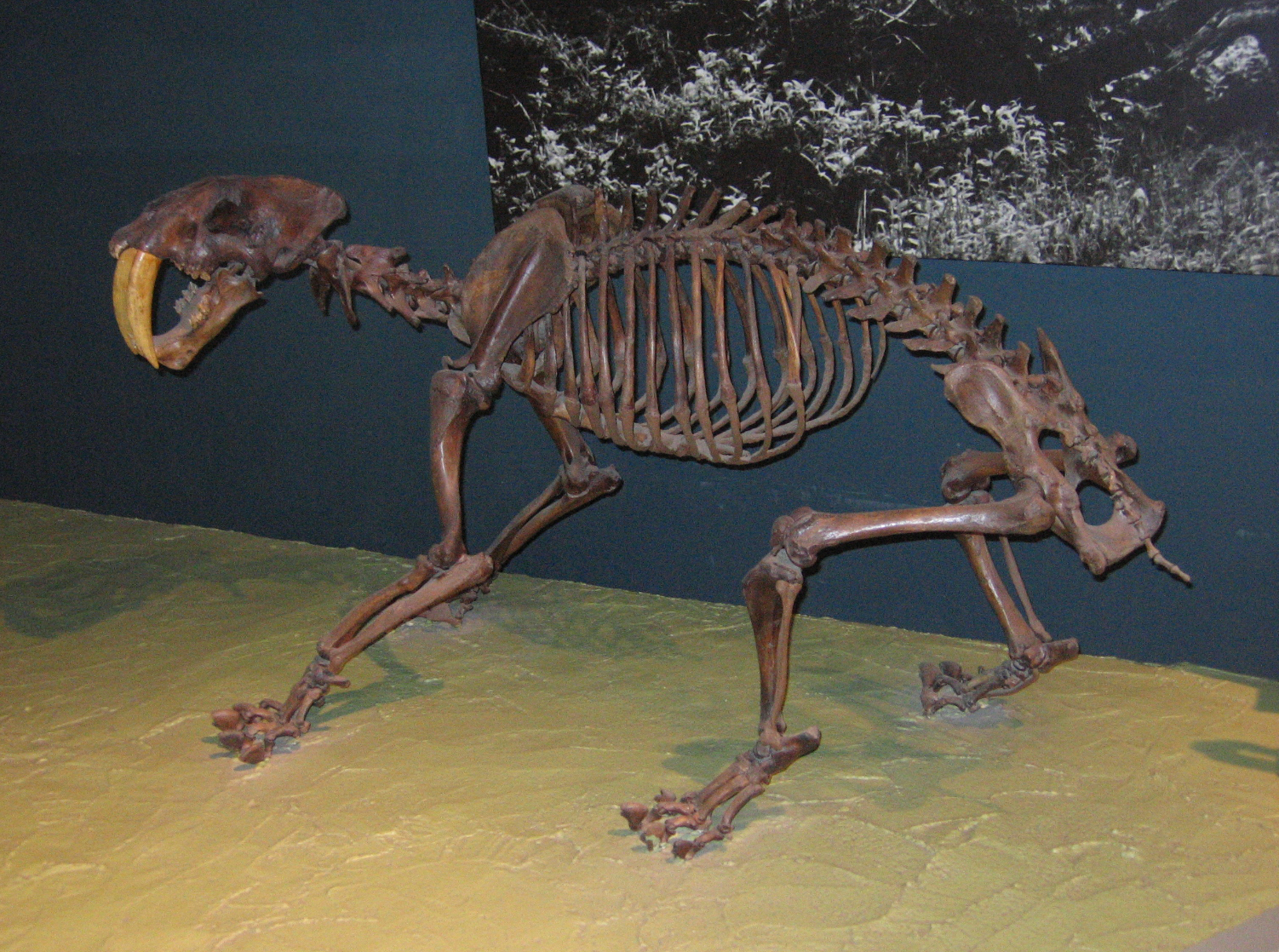
Smilodon californicus

Les crocs du smilodon, prédateur fossile lui ont valu le nom de tigre à dents de sabre en raison de leur longueur. Ces dents permettaient au félin de poignarder la victime au niveau de la gorge à la manière de couteaux.